# 费森登 (北达科他州)
费森登（英語：Fessenden），是美国北达科他州下属的一座城市。根据2010年美国人口普查，该市有人口479人。2011年估计该市有人口482人，相对于2010年，增长率为0.63%。